# Ranunculus transiliensis
Ranunculus transiliensis là một loài thực vật có hoa trong họ Mao lương. Loài này được Popov ex Ovcz. miêu tả khoa học đầu tiên năm 1937.